# Francesco Gisulfo e Osorio
Francesco Gisulfo e Osorio (Palermo, 1602 – 17 dicembre 1664) è stato un vescovo cattolico italiano.

## Biografia
Dal 1647 al 1650 è stato archimandrita del Santissimo Salvatore e Barone della Terra di Savoca.
Il 21 novembre 1650 è stato nominato vescovo di Cefalù da papa Innocenzo X; ha ricevuto l'ordinazione episcopale il 30 novembre seguente dal cardinale Francesco Peretti di Montalto, arcivescovo metropolita di Monreale.
Otto anni dopo, il 30 settembre 1658 papa Alessandro VII lo ha trasferito alla diocesi di Agrigento.
È morto il 17 dicembre 1664.

## Genealogia episcopale
La genealogia episcopale è:
- Cardinale Guillaume d'Estouteville, O.S.B.Clun.
- Papa Sisto IV
- Papa Giulio II
- Cardinale Raffaele Riario
- Papa Leone X
- Papa Paolo III
- Cardinale Francesco Pisani
- Cardinale Alfonso Gesualdo
- Papa Clemente VIII
- Cardinale Pietro Aldobrandini
- Cardinale Laudivio Zacchia
- Papa Innocenzo X
- Cardinale Francesco Peretti di Montalto
- Vescovo Francesco Gisulfo e Osorio